# دزدسالاری

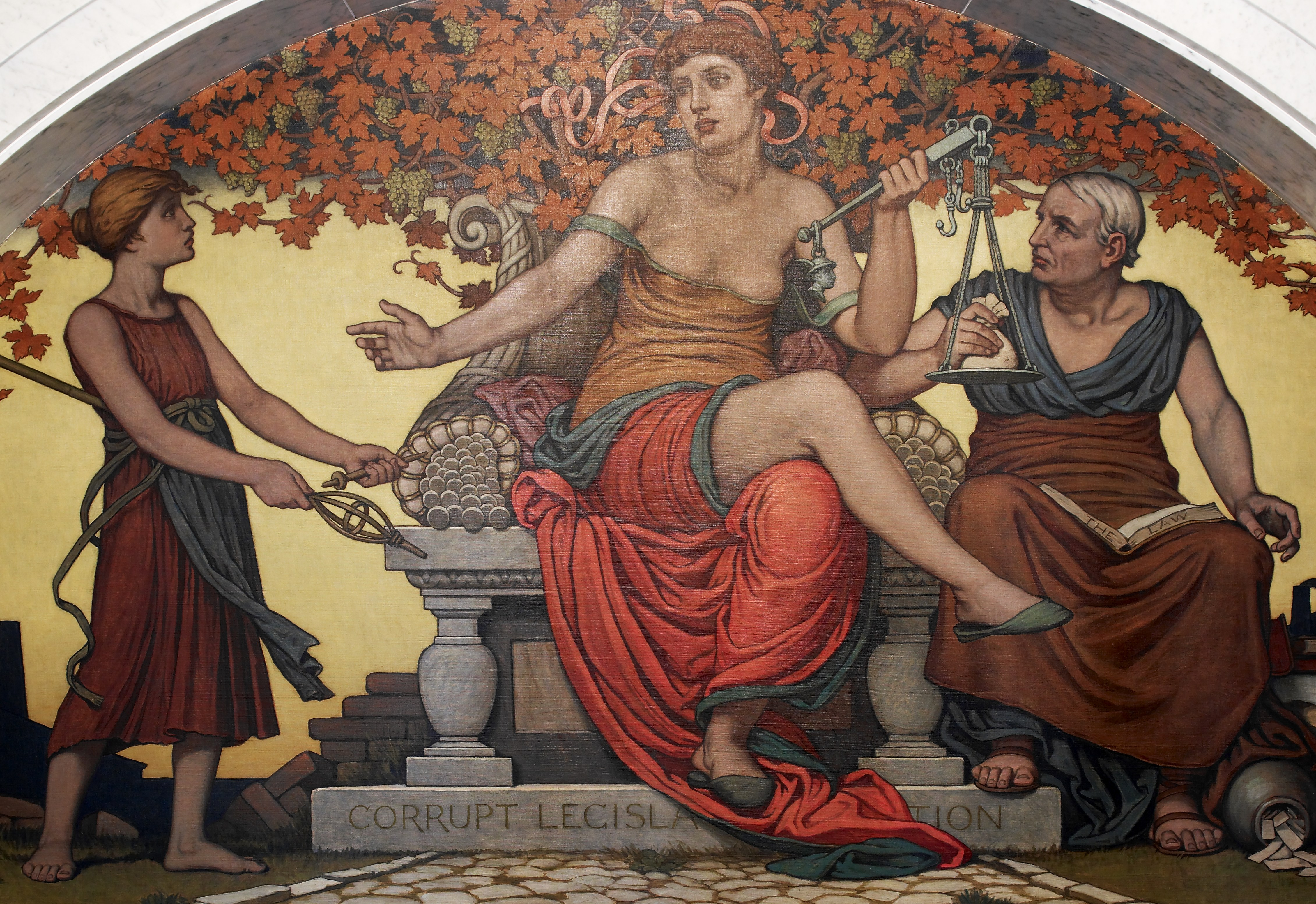
نقاشی «قانون‌گذاری فاسد»، اثر الیهو ودر (۱۸۹۶)

در سیاست اصطلاح دزدسالاری یا کلپتوکراسی به دولتی اشاره دارد که عامه مردم را فدای افزایش ثروت و قدرت سیاسی شخصی طبقه حاکم می‌کند. دزدسالاری معمولاً با اختلاس در بودجه‌های دولتی همراه است.
این نوع حکومت بیشتر در کشورهای توسعه‌نیافتهٔ دارای رژیم‌های دیکتاتوری، سرزمین‌هایی که مردمش سطح آگاهی اندکی دارند و به حقوق خود واقف نیستند و فاقد بلوغ سیاسی و فرهنگی هستند یا اقتصاد کشورشان دولتی است، دیده می‌شود. دزدسالاری بیشتر در کشورهای جهان سوم رخ می‌دهد؛ کشورهایی که اقتصادشان بیشتر بر پایه استخراج منابع و اقتصاد رانتی می‌چرخد.
جرج بوش، رئیس‌جمهور پیشین ایالات متحده آمریکا در سال ۲۰۰۶ تلاش کرد تا مبارزه با فساد دولتی را به عنوان یک مسئله اولویت‌دار در دستور کار سی و دومین نشست گروه هشت در سن پترزبورگ روسیه قرار دهد. کمی بعد، ایالات متحده «راهبرد ملّی بین‌المللی ساختن اقدامات بر ضد دزدسالاری» را اعلام کرد.

## تعریف
مفهوم Kleptocracy برگرفته از ریشهٔ یونانی kleptein و به معنای دزدسالاری است. در رژیم‌های دزدسالار وضعیتی حاکم است که طی آن رهبران به‌طور سازمان‌دهی‌شده‌ای از قدرت خود به منظور چپاول جامعهٔ تحت کنترل‌شان استفاده می‌کنند. از مفهوم دزدسالاری می‌توان دو تعریف ارائه داد. در تعریف نخست، انتقال ثروت از طبقات فرودست به طبقات فرادست را به دزدسالاری تعبیر می‌کنند و در تعریف دوم، استفاده از قدرت در راستای منافع شخصی و با اتکا بر حقه و خیانت در امانت را معادل دزدسالاری می‌دانند. تعریف نخست را تلویحاً می‌توان «دزدسالاری عیان» نامید؛ چرا که مردم نسبت به جابه‌جایی غیرقانونی ثروت آگاهی دارند و تلاش می‌کنند که به هر نحو ممکن، به نخبگان حکومت که همان دزدان باشند، بپیوندند. در مقابل، وضعیت پیچیده‌تری به نام «دزدسالاری پنهان» نیز وجود دارد که در آن دزدی به شکلی گسترده، سیستماتیک و سلسله‌مراتبی صورت می‌گیرد. در این نوع سیستم‌ها، نخست اخلاق در تعلیق فرومی‌رود و سپس مرز بایدها و نبایدها و مجازها و غیرمجازها کمرنگ می‌شود. برای مثال، مدیر یک بنگاه اقتصادی برای افزایش سود سهامداران و کارمندان، قیمت یک کالای انحصاری (برآمده از رانت) را تا حداقل میزان ممکن کاهش می‌دهد و رقبایش را از چرخهٔ تجارت خارج می‌کند. در این مثال، یکی از «باید» های بنگاه‌های اقتصادی یعنی افزایش سود محقق شده ولی همزمان چند «نباید» شامل انحصار غیرمشروع و بهره‌گیری از رانت به کار گرفته شده است.

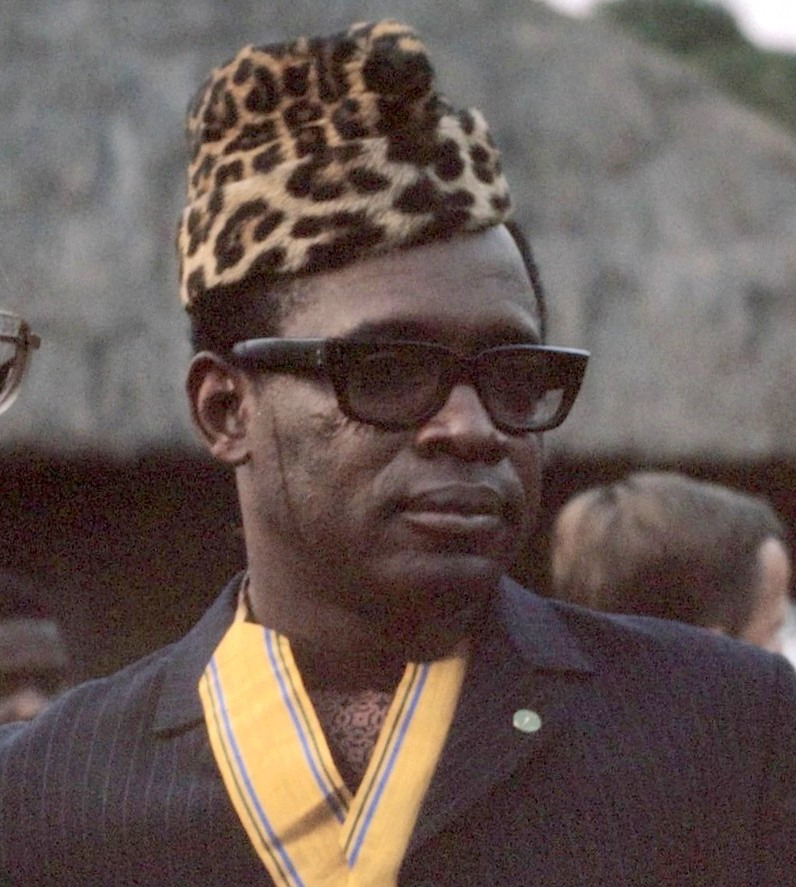
موبوتو سسه سوکو در حد فاصل سال‌های ۱۹۶۵ تا ۱۹۹۷ میلادی قدرت را در زئیر در اختیار داشت و طی این مدّت تمامی بنگاه‌های تولیدی را ذیل سلسله مراتب (قشربندی) عمودی که توسط قاچاقچیان نمایندگی می‌شد، سازمان داده بود. سرانجام ۹۸ درصد درآمد ملّی زئیر تحت کنترل او درآمد و در اثر این شرایط در سال‌های انتهایی دورهٔ زعامتش خدمات عمومی به شهروندان تقریباً تعطیل شد، تا آنجا که بیمارستان‌ها و مدارس بسته و معابر تعمیر نمی‌شدند.

با مطالعهٔ تاریخچهٔ رژیم‌های سیاسی می‌توان چندین کشور همچون جمهوری دومینیکن، زئیر، هائیتی و اتحاد جماهیر شوروی را ذیل رژیم‌های دزدسالار دسته‌بندی کرد. همچنین نظام جمهوری اسلامی ایران نیز در این دسته قرار می‌گیرد.

## بقا و تداوم
نخبگان دزدسالار در تمامی دوران‌ها که زندگی راحت‌تری از مردم عادی دارند، برای جلب حمایت همگانی به آمیزه‌ای از چهار راه‌حل ذیل دست زده‌اند:
1. خلع‌سلاح مردم و تسلیح نخبگان دزدسالار. این امر در این روزها که سلاح‌های پیشرفته تنها در کارخانه‌های صنعتی ساخته می‌شود، بسیار راحت‌تر از دوران پیشین که چماق و نیزه به راحتی در خانه‌ها ساخته می‌شد، توسط نخبگان دزدسالار، به انحصار درمی‌آید.
2. خشنود ساختن توده‌ها با بازتوزیع بخش بیشتری از خراج دریافت‌شده به شیوه‌هایی عامه‌پسند. این اصل به همان اندازه برای دزدسالاران گذشته معتبر بود (مثلاً خان‌های هاوایی) که امروزه برای حکومت‌های دزدسالار معتبر است.
3. انحصار قدرت برای افزایش احساس خشنودی از طریق حفظ نظم عمومی و مهار خشونت (ایجاد امنیت نسبی).
4. راه باقی‌مانده برای دزدسالاران در جهت جلب حمایت مردم این است که ایدئولوژی یا مذهبی را در توجیه دزدسالاری بسازند. در گذشته گروه‌ها و قبایل باورهایی ماوراءطبیعی همچون مذاهب تثبیت‌شدهٔ مدرن داشتند؛ امّا باورهای ماوراءطبیعی گروه‌ها و قبایل در خدمت توجیه هیچ اقتدار مرکزی یا انتقال قدرت یا ایجاد آرامش میان افراد ناخویشاوند نبود. هنگامی که باورهای ماوراءطبیعی چنین کارکردهایی یافت و نهادینه شد، به چیزی بدل گشت که ما بر آن نام دین می‌نهیم. نمونه‌ای از این مورد در گذشته خان‌های هاوایی هستند؛ از این لحاظ که بر الوهیت، تبار الهی یا دست‌کم ارتباط مستقیم با خدایان تأکید و ادعا می‌کردند که با شفاعت‌شان نزد خدایان و اجرای مناسک آیینی ضروری برای بارش باران، برداشت خوب محصول و موفقیت در ماهی‌گیری به مردم خود خدمت می‌کنند. دزدسالاری‌ها به‌طور مشخص دارای ایدئولوژی، یعنی طلیعهٔ مذهب نهادینه‌شده‌ای بودند که اقتدار خان یا پادشاه و حاکم را تقویت می‌کرد. خان یا مناصب رهبر سیاسی و کاهن را در وجود یک شخص واحد ترکیب یا از گروه‌های جداگانهٔ دزدسالارها (یعنی کاهنان) حمایت می‌کرد که کارکردشان توجیه ایدئولوژیک خان‌ها بود. به همین دلیل است که دزدسالارها بخش بیشتر خراج گردآوری‌شده را به ساختن معابد و دیگر بناهای مذهبی و عمومی اختصاص می‌دهند که همچون مراکز دین رسمی و نشانه‌های مشهود قدرت حاکم عمل می‌کنند. دین رسمی علاوه‌بر توجیه انتقال ثروت به دزدسالارها، دو سود دیگر برای جوامع متمرکز داشت. یکم، ایدئولوژی یا دین مشترک، بعد از افزایش جمعیت یک‌جانشین‌ها و ایجاد شهرها با ایجاد پیوندی که متکی بر خویشاوندی نبود (برخلاف زندگی گروهی و قبیله‌ای انسان‌های پیشاتاریخ) به حل این مسئله کمک می‌کرد که چگونه افراد غیرخویشاوند باید بدون آسیب‌رساندن به یکدیگر در کنار هم زندگی کنند. دوم، به مردم انگیزه‌ای غیر از پیروی از غریزهٔ صیانت نفس می‌دهد تا زندگی خود را برای دیگران فدا کنند. کل جامعه به بهای مرگ اعضای اندکی از خود که به عنوان سرباز در نبرد کشته می‌شوند، در امر تسخیر جوامع دیگر یا مقاومت در برابر حملات، کارآمدتر می‌شود.[۵]

## اثرات دزدسالاری
از مشکلات و آسیب‌های کلپتوکراسی یکی این است که در آن فساد از سطوح مدیریتی کلان به خُرد گسترش می‌یابد و در جامعه شایع می‌شود و هر فردی که به منابعی دسترسی دارد، بستگی به میزان نفوذ، توان و جایگاه خود دست یغما و چپاول بدان می‌یازد. پدیده‌ای که خودتباهی جوامع و سقوط اخلاقیات آن را به دنبال خواهد داشت.
دیگر اینکه چون مبالغی که توسط سردمداران و صاحبان پست و قدرت به تاراج می‌رود، همه از منابع عمومی است که بایستی خرج پیشرفت و توسعه شود، بنابراین سطح و کیفیت زندگی و میزان برخورداری مردم به شدّت رو به کاهش می‌گذارد و رفاه و امنیت اجتماعی در سطح پایینی قرار می‌گیرد.
حکومت دزدسالار تأثیر بسیار نامطلوبی در اقتصاد سیاسی و حقوق مدنی می‌گذارد و باعث الگوبرداری طبقات مختلف اجتماع از رؤسا و رهبران دزدسالار و سرایت فساد به دیگر طبقات اجتماع نیز می‌شود. واقعیت این است که در دنیای امروز فساد مالی می‌تواند از حاکمان دزدسالار یک کشور به مردم آن سرایت کند و به عنوان هنجاری اجتماعی رواج یافته و نهادینه شود؛ به‌طوری‌که قشرهای اجتماع از آنجا که می‌بینند حاکمان دولت غرق در فساد مالی هستند، به فکر سوءاستفاده از موقعیت‌های شخصی یا اداری خود می‌افتند. چون حکومت‌های دزدسالار با روش‌های پولشویی یا سوءاستفاده از ثروت‌های عمومی یا وجوه حاصل از پرداخت‌های شهروندان، پول اختلاس می‌کنند، در نتیجه «رفاه» در زندگی شهروندان دچار تزلزل می‌شود.
علاوه بر این، چون پولی که دزدسالاران سرقت می‌کنند، اغلب از بودجه‌ای است که برای امکانات عمومی مانند ساختن بیمارستان‌ها، مدارس، جاده‌ها، پارک‌ها و مانند آن اختصاص یافته است، این سرقت باعث کاهش رفاه عمومی می‌شود. به دلیل دست داشتن صاحبان اصلی قدرت در فسادها، اجازهٔ شفافیت در اقتصاد داده نمی‌شود تا به راحتی به سودجویی‌های خود بپردازند و در نتیجه، اقتصاد در این کشورها انحصاری، مریض، فاسد، غیرشفاف و ناایمن است.
مشکل دیگر این است که به دلیل نبود سیستم بوروکراسی درست و مراجع بررسی‌کننده در این موارد و عدم وجود عدالت، کسانی که بر مشاغل دولتی می‌نشینند، (در هر جایگاهی که باشند) بر گردهٔ مردم سوار شده و بر آنان ظلم می‌کنند و در عین حال، وظایف خود را انجام نمی‌دهند.
دزدسالاران معمولاً (ولی نه همیشه) از دیکتاتورها هستند.
برآیند همهٔ موارد یادشده این است که در این جوامع فساد، دزدی، رشوه‌خواری و رانت‌بازی رواج می‌یابد و نیز طبقه‌ای ناراضی به‌وجود می‌آید که همان عامهٔ مردم هستند.
این طبقه بر این باورند که حقوقشان ضایع شده و عدّه‌ای در کشور حقشان را می‌خورند و به ایشان ظلم می‌کنند.
بنابراین، این گروه هم در هر جا که بتوانند دست به تلافی زده و با تخریب کردن، دزدی، درست کار نکردن، کوتاهی در انجام وظایف، کم‌فروشی و احتکار خشم خود را فرو می‌نشانند و با این توجیه که «حق ماست، همه می‌خورند، چرا ما نخوریم؟» خود و دیگران را قانع می‌کنند.
این‌گونه است که اقتصاد یک کشور به سراشیبی سقوط و تباهی می‌غلتد و دچار رکود می‌شود.
بدین ترتیب، فساد اقتصادی و سیاسی در این جوامع تبدیل به فرهنگ غالب شده و جزیی جدانشدنی از زندگی روزمرهٔ مردم می‌شود و فرهنگ و اخلاقیات از آن رخت می‌بندد. بزرگ‌ترین مشکل این نظام‌های حکومتی «سقوط اخلاقیات و انسانیت» است.

## دزدسالاری فردی
برخی از دیکتاتورها و سران حکومت‌های دزدسالار، بودجه‌های عمومی را به‌طور پنهانی به حساب‌های بانکی شخصی محرمانه خود در کشورهای بیگانه منتقل می‌کنند تا در صورت از دست دادن قدرت، در خارج از کشور به خوش‌گذرانی‌های خود ادامه دهند.